# Wilaya de Laghouat
La wilaya de Laghouat (/la.gwat/ ), (arabe : ولاية الأغواط ), est une wilaya algérienne ayant pour chef-lieu la ville du même nom.
Située au centre du pays à 400 km au sud de la capitale Alger, la wilaya s'étend sur 25 000 km². Région pastorale de l'Algérie, elle possède également le plus grand gisement de gaz naturel d'Afrique avec une réserve estimée à plusieurs milliards de mètres cubes.

## Géographie
Située à plus de 750 mètres d'altitude sur les Hauts Plateaux, la wilaya de Laghouat est traversée par la chaîne de l'Atlas saharien avec des sommets qui dépassent les 2 000 mètres ("Djebel Amour" 2 200 mètres).
Elle est délimitée :
|           | Tiaret             |        |
| El-Bayadh | wilaya de Laghouat | Djelfa |
|           | Ghardaïa           |        |

Dans le cadre du Schéma régional d'aménagement du territoire, la wilaya fait partie du groupe Hauts Plateaux Centre, composé des trois wilayas de Djelfa, M'Sila et Laghouat.

### Le relief
La wilaya se distingue par deux zones distinctes:
1- La zone de l'Atlas saharien est caractérisée par des altitudes allant de 1 000 m à 1 700 m et des pentes de 12,5 à 25 %. Cette zone au nord-ouest de la wilaya (régions d'Aflou et Brida). Elle est constituée de vieux massifs forestiers d'une superficie de 47 095 ha, de nappes alfatières couvrant une superficie de 315 125 ha ainsi que de pacages et parcours d'une superficie de 1 531 766 ha.
La population ayant un âge inférieur à 15 ans représente 34 % du total de la population.
2- La zone des Hauts Plateaux et de Plateaux sahariens, caractérisée par des altitudes allant de 700 à 1 000 m et des pentes de 0 à 3 %.
Cette zone est constituée de vastes étendues steppiques d'une superficie de 1 900 000 ha dont une grande partie a été dégradée sous l'effet des sécheresses prolongées.

### Climat
Découlant du relief, le climat est de type continental au Nord-Ouest avec une pluviométrie variant de 300 à 400 mm, des chutes de neige et des gelées blanches.
Dans la région des Hauts Plateaux, le climat est de type saharien et aride. La pluviométrie varie entre 150 mm au Centre et 50 mm au Sud. Les hivers sont caractérisés par des gelées blanches et les étés par une forte chaleur accompagnée de vents de sable.
| Mois                              | jan. | fév. | mars | avril | mai  | juin | jui. | août | sep. | oct. | nov. | déc. | année |
| --------------------------------- | ---- | ---- | ---- | ----- | ---- | ---- | ---- | ---- | ---- | ---- | ---- | ---- | ----- |
| Température minimale moyenne (°C) | 2    | 4    | 7    | 9     | 13   | 18   | 21   | 20   | 17   | 12   | 6    | 3    | 10,9  |
| Température moyenne (°C)          | 7,5  | 9,5  | 12,5 | 16    | 19,5 | 25   | 28,5 | 27,5 | 23,5 | 18   | 11,5 | 8    | 17,2  |
| Température maximale moyenne (°C) | 13   | 15   | 18   | 23    | 26   | 32   | 36   | 35   | 30   | 24   | 17   | 13   | 23,4  |
| Précipitations (mm)               | 7    | 14   | 12   | 16    | 15   | 10   | 1    | 107  | 18   | 18   | 15   | 5    | 238   |

| Diagramme climatique                                  |       |       |       |        |        |       |         |        |        |       |      |
| J                                                     | F     | M     | A     | M      | J      | J     | A       | S      | O      | N     | D    |
| 1327                                                  | 15414 | 18712 | 23916 | 261315 | 321810 | 36211 | 3520107 | 301718 | 241218 | 17615 | 1335 |
| Moyennes : • Temp. maxi et mini °C • Précipitation mm |       |       |       |        |        |       |         |        |        |       |      |

## Histoire

### Préhistoire
Le peuplement primitif de la région était constitué de Gétules (Berbères du sud).
Beaucoup de vestiges et de sites historiques[réf. nécessaire] témoignent de la présence d’une population de sédentaires autochtones qu’on appellera, plus tard "Berbères", qui s’étaient concentrés au niveau des deux rives du plus important oued de la région, l’Oued M’zi.
La communauté locale alors composée dans sa majorité de tribus berbères appartenant au groupe Maghraouas. Les gravures rupestres et tumuli attestent de foyers d’une vie préhistorique qui s’étendait sur presque l’ensemble de la wilaya.

### Époque médiévale
Avec l’arrivée des Arabes dans la région par vagues successives, à partir de 653 jusqu’à celle des Banu Hilal, au XIIe siècle [Quand ?] qui ont marqué leur présence à travers des lieux en leur donnant des noms de leurs Chefs, tels : Ain Madhi, Maghrane, Messaad, Morra ainsi qu’à des tribus, telles Ouled Ghanem, Oulad Dhiab, Ouled Yakoub. Ceci, entraîna l'arabisation de la région.
La première personnalité qui s’est illustrée dans l’histoire de la région est El Kheir Mohamed, dit ben Khasar Ezzenati, sorte d’émir de la région qui vivant à Laghouat, dont le père Mohammed, était l’un des rois de Maghraoua. Celui-ci a participé d’une manière effective à l’émergence de la dynastie des Fatimides.
À l’époque des Zianides et au moment où ceux–ci étaient en difficulté face à leurs ennemis, les Mérinides, la région de Laghouat leur servait de refuge.

### Époque ottomane
- En 1548 Laghouat était comprise dans le Beylik du Titteri organisé par Hassan, fils de Khair-Eddine.
- En 1785, elle fut comprise dans le Beylik de l’Ouest à l’époque du Bey Mohamed El –Kebir.
- En 1789 ; elle fut organisée au sein du Beylik de d’Est avec Salah- Bey.

### Époque coloniale française
Laghouat, autour de laquelle gravitaient de nombreux ksour, était une ville fortifiée avant le colonialisme français. Au début de la colonisation en 1834, les citoyens de la région s'insurgent sous la direction de Moussa Ben Hassan, avec l’objectif de libérer l’Algérie du joug colonial. Moussa Ben Hassan meurt lors de la bataille de Zaatcha, avec d’autres compagnons de Laghouat en novembre 1849. Sous les ordres du général Guillaume Stanislas Marey-Monge, les troupes de l'armée d'Afrique envahirent la région en 1852. Après un siège, les Français occupent la ville.
La première bataille pour Laghouat a eu lieu à Ras-El-Ayoune (entrée nord de la ville), au cours de laquelle l’armée française subit de lourdes pertes, amenant le Général Youssouf à demander des renforts. De 1500, le nombre de soldats français passe à 6000 sous le commandement du général Aimable Pélissier. L’assaut final est lancé contre la ville, le 4 décembre 1852.
La population de la ville, sous les ordres de Benaceur Ben Chohra et Cherif Ben Abdellah, livre une résistance farouche. La ville de Laghouat tombe le 4 décembre 1852. Les chefs de l'insurrection: Benaceur Benchohra, Yahia Ben Maamar et Telli Ben Lakehel s’échappèrent à la faveur de la nuit, poursuivant leur lutte avec d’autres chefs de la résistance comme Bouchoucha, originaire de la région.
La chute de Laghouat, après la mort de 2500 combattants et habitants provoque un grand retentissement et fit dire au général Mangin que les français venaient de conquérir un autre Alger au Sud.

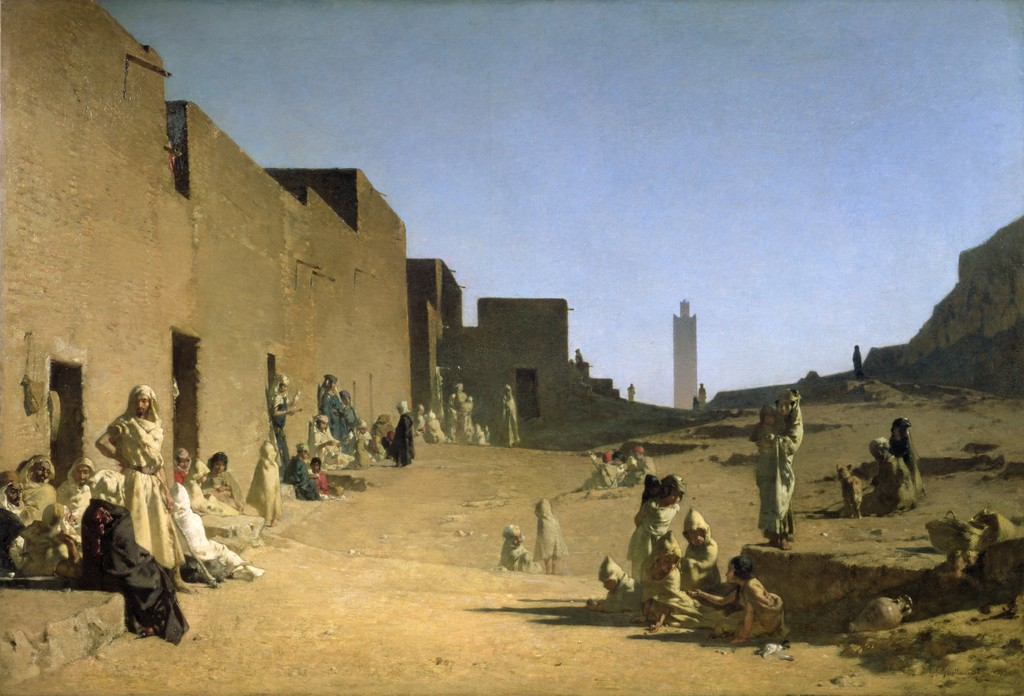
Laghouat au Sahara Algérien (1879)

Pour autant, les insurrections persistent[réf. nécessaire], ce qui a fait dire au Colonel Jean-Auguste Margueritte en 1864, gouverneur et reconstructeur de Laghouat, « un certain malaise pèse sur le peuple arabe depuis deux ou trois ans. L’autorité, divisée, a démontré dans ces luttes nos faiblesses au peuple arabe et s’est dépouillée ainsi de son prestige.[réf. nécessaire] »

### Guerre d'Algérie
Avec le début de XXe siècle et l’émergence du mouvement national et de la lutte politique, les habitants de la région de Laghouat ont continué à faire preuve de militantisme contre l’occupant à travers leur structuration dans différents partis politiques nationaux.
Dès le déclenchement de la Guerre d'Algérie, le 1er novembre 1954, beaucoup d'habitants avaient rejoint les premiers maquis tels : Mebtout Atallah, qui avait rejoint les Aurès, le Commandant Telidji Omar qui avait formé un grand nombre de techniciens en transmissions à Oujda au Maroc. En 1956, l’insurrection a embrasé toute la région de Laghouat qui a vécu, durant toute cette guerre, plusieurs grandes batailles, des accrochages et des opérations militaires. Les plus célèbres batailles sont : Khoutaifa, Chouabires –Samma, Kabeg.
Les faits d'armes les plus marquants ont eu pour théâtre les monts d’El Gaada, l’une des plus importantes citadelles de la Guerre d'Algérie appelée aussi le deuxième Aurès. La région a connu également le passage de plusieurs grandes figures historique de l'indépendance algérienne, telles que Houari Boumédiène, Benali Boudghène alias le colonel Lotfi, ou Abdelghani.
Parmi les morts les plus célèbres de la région, il y a les frères Regue au nombre de sept dont le lieutenant Regue el Hadj, morts au combat en 1958 à El Gaada. on peut citer d'autres combattants de la région tels que: Si Ameur, Si Mounir, Si Lahcene Bouakkae Abdelatif, Toufik, Sadek Talbi, M’hamed Bensalem. La région compte des centaines de combattants morts au combat. D'autres ont pris des commandements dans les structures de l'ALN comme Taouti Ahmed dit Si Chaabane, l’un des chefs de la Wilaya V, mort au combat en 1956, comme les officiers Gourine Mohamed et Mahboubi El Hadj, ralliés à la Wilaya III. En France, les citoyens de Laghouat étaient représentés par Chenaf Ahmed, l’un des dirigeants de la Fédération du F.L.N en France.
Le 31 mars 1959, Jacques Soustelle, ministre français délégué auprès du Premier ministre (Michel Debré), chargé du Sahara, des TOM, DOM et de l'Énergie atomique, annonce l'installation à Ouargla de la préfecture du département des Oasis, en représailles de l'accueil froid qui lui avait été réservé par les Laghouatis lors de sa visite le 31 janvier précédent en 1959.

## Administration et territoire
En 1974, lors du découpage administratif, Laghouat retrouve son statut de chef-lieu de wilaya. Depuis le découpage administratif de 1984, elle compte dix Daïras et 24 communes.

### Walis
Le poste de wali de la wilaya de Laghouat a été occupé par plusieurs personnalités politiques nationales depuis sa création le 2 juillet 1974 par l'ordonnance no 74-69 qui réorganise le territoire algérien en portant le nombre de wilayas de quinze à trente et une.
| N° | Wali                     | Début              | Fin               |
| -- | ------------------------ | ------------------ | ----------------- |
| 1  | Mustapha Benzaza         | 17 septembre 1974  | 31 août 1978      |
| 2  | Mohamed Semmache         | 1er septembre 1978 | 30 novembre 1980  |
| 3  | Abdelwahab Guedmani      | 30 novembre 1980   | 30 septembre 1983 |
| 4  | Salah Brahimi            | 30 septembre 1983  | 13 mai 1984       |
| 5  | Abdellatif Bessaïh       | 13 mai 1984        | 26 juillet 1989   |
| 6  | Abdelkader Benayada      | 26 juillet 1989    | 29 juillet 1990   |
| 7  | Abdelmalek Sellal        | 29 juillet 1990    | 21 août 1991      |
| 8  | El-Hachemi Djiar         | 21 août 1991       | 13 novembre 1991  |
| 9  | Youcef Benoudjit         | 13 novembre 1991   | 26 janvier 1993   |
| 10 | Djamel Djaghroud         | 26 janvier 1993    | 2 novembre 1993   |
| 11 | Mostéfa Kouadri Mostéfaï | 2 novembre 1993    | 11 juillet 1995   |
| 12 | Hassan Hamadache         | 11 juillet 1995    | 22 août 1999      |
| 13 | Abdelkader Farsi         | 22 août 1999       | 16 août 2001      |
| 14 | Azzedine Mecheri         | 16 août 2001       | 12 mars 2006      |
| 15 | Ahmed Adli               | 12 mars 2006       | 30 septembre 2010 |
| 16 | Youcef Cherfa            | 30 septembre 2010  | 22 juillet 2015   |
| 17 | Mohamed Ferdi            | 22 juillet 2015    | 22 juillet 2016   |
| 18 | َAhmed Meguellati         | 22 juillet 2016    | 2018              |
| 19 | Abdelkader Baradai       | 2018               | 14 septembre 2022 |
| 20 | Fodhil Douifi            | 14 septembre 2022  | en cours          |

### Daïras
La wilaya de Laghouat comprend 24 communes, réparties sur 10 daïras (circonscriptions administratives).

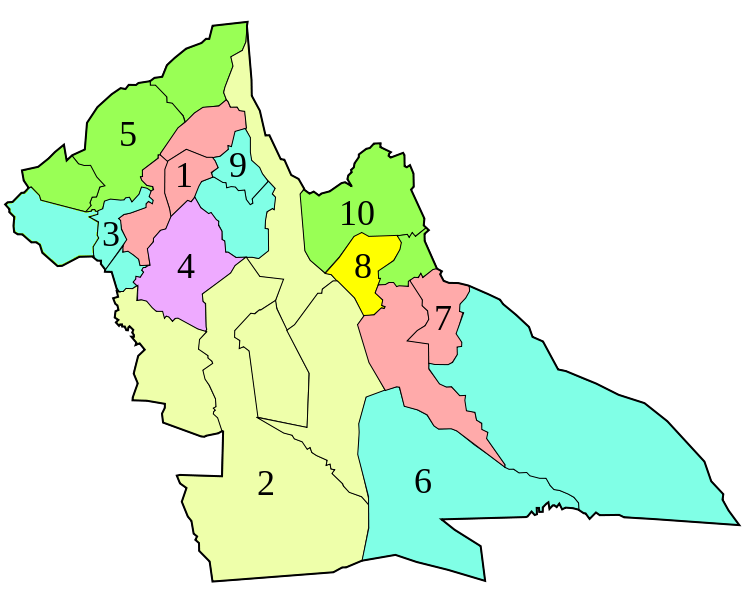

1. Aflou
2. Aïn Mahdi
3. Brida
4. El Ghicha
5. Gueltet Sidi Saâd
6. Hassi R'Mel
7. Ksar El Hirane
8. Laghouat
9. Oued Morra
10. Sidi Makhlouf

| Daïra             | Nombre de communes | Communes                                            | Superficie (km²) | Population (hab.) |
| ----------------- | ------------------ | --------------------------------------------------- | ---------------- | ----------------- |
| Aflou             | 3                  | Aflou, Sebgag, Sidi Bouzid                          | 1 548            | 113 197           |
| Aïn Mahdi         | 5                  | Aïn Madhi, Tadjemout, Tadjrouna, El Houaita, Kheneg | 7 820            | 50 303            |
| Brida             | 3                  | Brida, Taouila, Hadj Mechri                         | 985              | 15 924            |
| El Ghicha         | 1                  | El Ghicha                                           | 730              | 6 079             |
| Gueltet Sidi Saâd | 3                  | Gueltat Sidi Saad, Aïn Sidi Ali, Beidha             | 2 605            | 38 171            |
| Hassi R'Mel       | 2                  | Hassi R'Mel, Hassi Delaa                            | 5 912            | 33 337            |
| Ksar El Hirane    | 2                  | Ksar El Hirane, Bennasser Benchohra                 | 2 700            | 33 462            |
| Laghouat          | 1                  | Laghouat                                            | 400              | 144 747           |
| Oued Morra        | 2                  | Oued Morra, Oued M'Zi                               | 785              | 8 829             |
| Sidi Makhlouf     | 2                  | Sidi Makhlouf, El Assafia                           | 1 840            | 17 910            |

### Communes
La wilaya compte 24 communes :

## Démographie
En 2010, le dénombrement de la population de la wilaya était de 520 188 habitants, ce qui représentait une densité de 20 habitants par km².
| Hommes | Classe d’âge | Femmes |
| ------ | ------------ | ------ |
| 826    | 85 et +      | 700    |
| 1 121  | 80-85        | 832    |
| 2 065  | 75-79        | 1 653  |
| 2 927  | 70-74        | 2 567  |
| 4 000  | 65-69        | 3 415  |
| 3 522  | 60-64        | 3 190  |
| 5 912  | 55-59        | 5 369  |
| 7 917  | 50-54        | 7 095  |
| 10 253 | 45-49        | 9 798  |
| 12 027 | 40-44        | 12 038 |
| 15 065 | 35-39        | 14 633 |
| 16 877 | 30-34        | 16 633 |
| 21 567 | 25-29        | 21 949 |
| 23 878 | 20-24        | 24 001 |
| 25 447 | 15-19        | 24 725 |
| 25 001 | 10-14        | 23 988 |
| 25 226 | 5-9          | 24 015 |
| 28 569 | 0-4          | 26 104 |

La population ayant un âge inférieur à 15 ans représentant 34 % du total de la population, constitue dans les années à venir une importante ressource humaine[réf. nécessaire].

## Éducation et formation
La wilaya compte 210 établissements primaires exploitant 1 439 salles de classe pour un effectif de 47 505 élèves.
Elle dispose de 72 établissements moyens utilisant 969 salles de classe. Les élèves sont au nombre de 39742.
La wilaya dispose de 30 établissements d’enseignement secondaire et une annexe utilisant 435 salles de classe reparties entre 16 communes. L'effectif des élèves est de 15 998.
La wilaya de Laghouat est dotée d'une Université pluridisciplinaire depuis le 18 septembre 2001 en vertu du décret no 270-01, qui regroupe à cette date trois facultés : Sciences et sciences de ingénierie, Droit et sciences sociales, Sciences économiques et sciences de gestion. L'université rassemble actuellement[Quand ?] : 17 617 étudiants en graduation et 376 étudiants en post-graduation ; 617
enseignants permanents ; 34 enseignants associés ; 267 enseignants vacataires ; possédant une infrastructure pédagogique de base de 15 501 places réparties pour les trois facultés.
Le secteur de la formation professionnelle dispose d'un institut national de formation professionnelle (INSFP) localisé à Laghouat et 7 CFPA et cinq annexes sont localisées à travers les communes : Laghouat, Aflou, G.Sidi Saad, Ksar El Hirane.

## Ressources hydriques

Oued M'zi, Laghouat (Algérie)

La wilaya est arrosée par une dizaine d'oueds: Oued Morra, Oued Touil, Oued M'zi, Oued Messaad, Oued nessaa, Oued Zargoune, Oued M'haigane, Oued Zegrir.
Elle comprend les barrages suivants:
- Barrage de Seklafa[15].
- Barrage de Tadjmout[16].

## Santé
La wilaya de Laghouat compte deux hôpitaux totalisant 565 lits situés au niveau des deux centres urbains Laghouat et Aflou ; soit une moyenne de 1,08 lits pour 1 000 habitants, et sept EPSP situés à travers les communes de Laghouat, Ksar Hirane, Hassi Delaa, Ain Madhi, Aflou, G.Sidi Saad, et Brida).
Les différents secteurs sanitaires (établissements hospitaliers) se composent de :
- 29 polycliniques ;
- 52 salles de soins ;
- 1 hôpital pour 260 094 habitants ;
- 1 polyclinique pour 17 938 habitants ;
- 1 salle de soins pour 10 004 habitants.

Le secteur de la santé dans cette wilaya est administré par une Direction de la Santé et de la Population (DSP) faisant partie des 48 DSPs wilayales en Algérie.
Cette DSP prend en charge les hôpitaux et autres structures sanitaires, ainsi que le personnel de la santé, dans les deux secteurs public et privé.
Les structures hospitalières dans cette wilaya font partie des hôpitaux en Algérie qui sont rattachés au ministère de la Santé, en Algérie.
Cette DSP gère les établissements hospitaliers suivants:
- Hôpital Hmida Ben Adjila de Laghouat.
- Hôpital d'Aflou.

La situation sanitaire est caractérisée par des pathologies liées à la vocation pastorale de la wilaya (brucellose avec un taux de prévalence de 95,8 pour 100 000 habitants et leishmaniose cutanée avec un taux de 78 pour 100 000 habitants), à sa situation géographique (wilaya du sud avec un taux assez élevé de piqûres scorpioniques chaque année, près de 2 000/an) mais également aux mauvaises conditions d’hygiène (maladies à transmission hydrique, tuberculose). Outre ces maladies transmissibles, chaque année on recense un
nombre de plus en plus élevé de maladies non transmissibles : diabète près de 7 000 cas, HTA près de 10 000 cas, soit plus de 500 cas/an.

### Les infrastructures sanitaires en activité (2014)
Les structures dont dispose le secteur de la santé dans la wilaya de Laghouat sont les suivantes :
- 2 hôpitaux de 240 lits à Laghouat dont un est en cours de construction;
- 1 hôpital de 238 lits à Aflou (110 km de Laghouat);
- 2 hôpitaux de 60 lits chacun, à Bellil (72 km) et Ksar El Hirane (35 km);
- 1 EHS mère-enfant à Laghouat d’une capacité totale de 80 lits ;
- 1 EHS mère-enfant à Aflou d’une capacité totale de 120 lits (en cours de réalisation);
- 1 hôpital psychiatrique à Laghouat pour 120 lits en cours de réalisation ;
- 1 centre anticancéreux de 140 lits (en cours de construction à Laghouat);
- 1 centre d’hémodialyse à Laghouat d’une capacité de 42 malades/jour ;
- 1 centre d’hémodialyse à Aflou d’une capacité de 34 malades/jour ;
- 1 centre régional d’imagerie médicale (appartenant à la CNAS) ;

D’autres structures dont l’étude achevée sont proposées à l’inscription de réalisation en 2014 :
- 1 institut spécialisé en formation paramédicale à Laghouat ;
- 1 EHS régional en rééducation fonctionnelle à Laghouat de 120 lits.

Les infrastructures hospitalières de la wilaya de Laghouat auront dans un futur proche une capacité d’accueil de plus de 1 278 lits, dont 815 lits à Laghouat ville.
L’ancien hôpital colonial de Laghouat Outre ces structures hospitalières, la wilaya dispose de 7 maternités réparties dans les différentes daïras et comptabilisant 95 lits d’hospitalisation, 2 centres d’hémodialyse, 34 polycliniques et 56 salles de soins.
Les personnels médical et paramédical de la santé publique sont représentés par :
- 82 médecins spécialistes,
- 221 médecins généralistes,
- 8 pharmaciens (+ 22 officines pharmaceutiques étatiques),
- 65 chirurgiens dentistes,
- 119 sages-femmes,
- 51 techniciens anesthésistes,
- 1 148 paramédicaux tous corps confondus.

Le secteur libéral est représenté par :
- 5 unités de transport sanitaire
- 81 officines pharmaceutiques
- 44 médecins spécialistes
- 64 médecins généralistes
- 39 chirurgiens dentistes

## Agriculture
L’agriculture est considérée l’une des secteurs principaux dans la wilaya avec une superficie agricole totale (SAT) de 2 008 706 ha.
La superficie agricole utile (SAU) totalise 73 013 ha qui représentent 3,81 % de la SAT et 1,61 % est irriguée avec une superficie de l’ordre de 30 812 ha.
Les cultures pratiquées sur les terres de la wilaya varient selon la nature du sol. Elles sont dominées par les cultures suivantes :
- Céréales : 269 749 (Qx) avec une superficie 15 947 ha.
- Arboriculture fruitière : 162 790 (Qx) avec une superficie 6 018 ha.
- Cultures maraîchères : 1 652 567 (Qx) avec une superficie 8 729 ha.
- Cultures fourragères : 765 956 (Qx) avec une superficie 12 975 ha.

Productions animales
- Viandes rouges : 177 387 (Qx).
- Viandes blanches : 7 090 (Qx).
- Lait : 61 165 000 (Litres).
- Œufs : 7 310 000 (Unités).
- Miel : 18 000 (kg).
- Laine : 28 820 (Qx).

Cheptel(têtes)

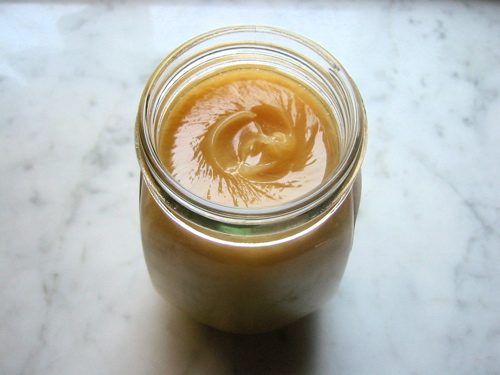
Miel en pot.

- Bovin / dont vaches laitière : 20 180.
- Ovin : 1 550 107.
- Caprin : 174 023.
- Camelin : 1 810.
- Equin : 3 545.
- Aviculture de ponte : 33 950.
- Aviculture de chair : 369 000.
- Aviculture (Ruches pleins) : 2 750.

## Tourisme
La wilaya recèle une histoire riche et variée qui peut constituer un créneau à exploiter pour développer l’activité touristique dans la région, notamment avec l’existence de : stations de gravures rupestres, d’outils préhistoriques, de tumulus de pierres sèches, d’abris sous roches avec amoncellement de cendres et os calcinés au milieu desquels on retrouve des silex grossièrement taillés, prouvant la présence d’une communauté humaine et ce, avant la préhistoire. vestiges et de sites historiques témoignant de la présence d’une population sédentaire autochtone qu’on appellera, plus tard, « Berbères », qui s’étaient concentrés au niveau d’Oued M'Zi.
Sites et monuments :
- les vieux ksour
- Le cratère de Maâdna : Talemzane
- Le barrage de Tadjmout
- Les oasis : les palmeraies

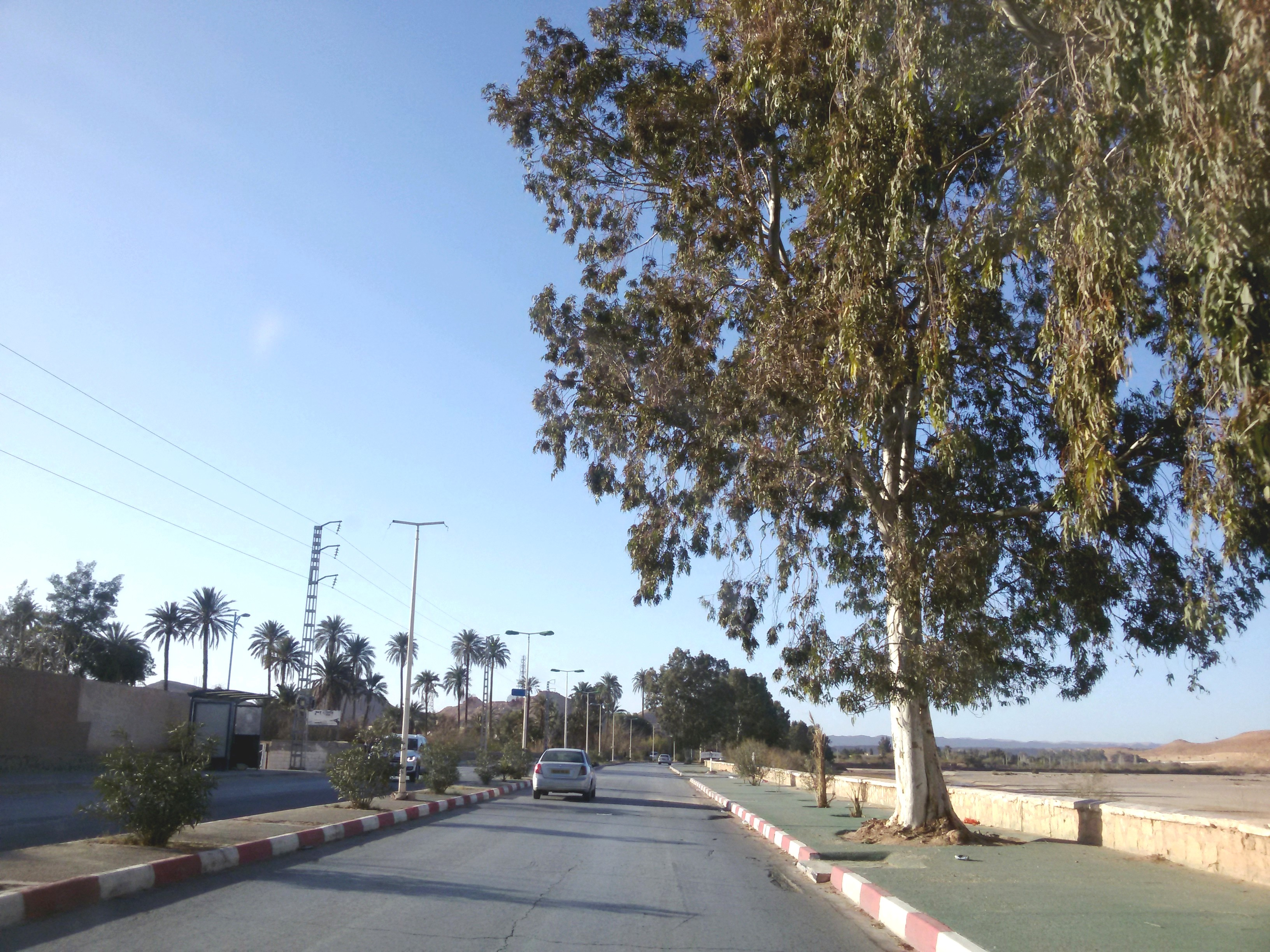
Khat-el-oued

- Le palais de Kourdane : Musée Tidjani
- La confrérie Tidjania
- L’atlas saharien : les gravures rupestres (El-Ghicha, Hosbain)
- La biodiversité
- Pistachier
- Tapisserie de Laghouat
- Art culinaire
- Le patrimoine culturel

## Patrimoine
Construite en 1900 suivant un cachet architectural typique à la région et située dans la partie nord-est de la ville, devenue cathédrale en 1955 pour être ensuite transformée en musée communal, fermée et laissée à l'abandon pendant la décennie noire des années 1990, l’ancienne mosquée a été rouverte en 2004, pour devenir une vraie fenêtre donnant sur l’histoire de la région de Laghouat, cité antique des Maghraouas.

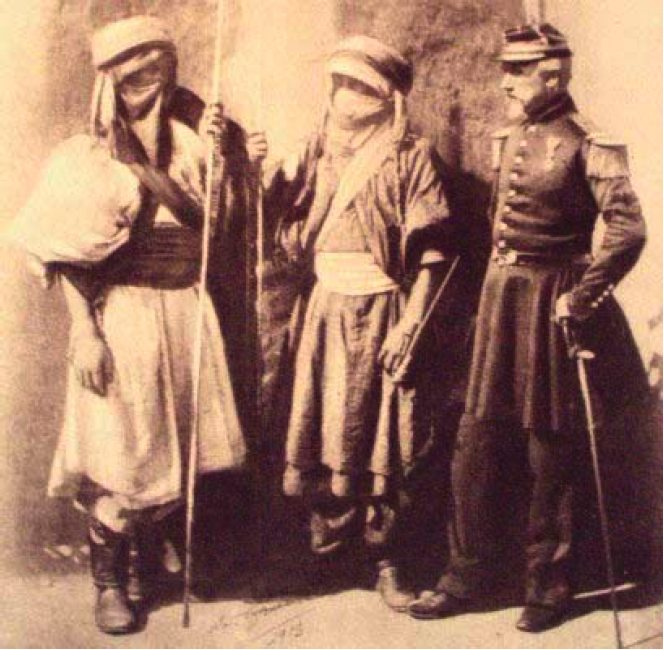
Touareg à Laghouat

De par les nombreuses pièces, objets archéologiques et cartes géographiques qu’il recèle, le musée communal, qui fait office actuellement de siège d’une association culturelle, reconstitue une partie non négligeable de l’histoire retraçant le passé de cette belle région des Hauts Plateaux. Les pièces archéologiques et préhistoriques, qui remontent à 7 000 ans, notamment des gravures rupestres, et les villages berbères, actuellement en ruines et délaissés, constituent le trésor inestimable qu’il renferme. La région de Laghouat regorge de sites historiques nécessitant sauvegarde et restauration par des experts en la matière. Elle est connue pour son riche passé historique, elle dispose de 52 sites préhistoriques recensés et de 13 ksour abritant des stations datant de l’ère préhistorique.
D’ailleurs, à In Sfisifa, région située à 5 km au nord du ksar d’El Ghicha, on trouve des gravures rupestres datant de 7 000 ans. La station de Sfissifa a été retenue par l’Unicef pour sa gravure rupestre représentant un éléphanteau, protégé par sa maman, étant menacé par un lion. Cette représentation a symbolisé, en 1986, la célébration, par cette institution onusienne, de l’Année mondiale de l’enfance. Le cratère de Madna, situé dans la localité de Hassi Dellaâ est l’une des potentialités touristique et scientifique non négligeables. Le même sort étant réservé au ksar Kourdane dans la localité de Aïn Madhi.

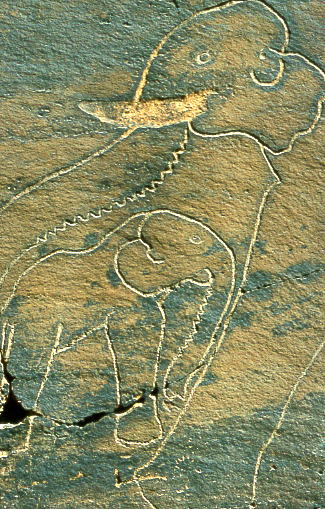
Aïn sfissifa à Laghouat

Le musée communal de Laghouat met en relief l’histoire de la région de Laghouat à travers son patrimoine paléontologique qui remonte à 80 millions d’années, selon les spécialistes. Une période de l’histoire pour laquelle 140 empreintes de dinosaures (théropodes) ont été découvertes dans la région de Messaad (Djelfa). Le patrimoine préhistorique qui date de 7000 ans est indiqué par l’exposition des nombreuses gravures rupestres. Un patrimoine riche de 52 sites recensés situés dans plusieurs parties du territoire de la région de Laghouat, dont les plus importants se trouvent à El Ghicha, Sidi Makhlouf et El Hasbaya. Ceci en sus du patrimoine protohistorique qui date de 5000 ans.
Ce patrimoine compte quelque 800 monuments funéraires et des villages berbères qui se trouvent en état de ruines très avancé. Le visiteur du musée communal de Laghouat est informé que pas moins de 422 sites de gravures rupestres préhistoriques et de nombreux cimetières romains sont recensés jusque-là. Selon des spécialistes en la matière, ces monuments funéraires sont répartis en trois genres : tumulus, la bazina et le dolmen. On les trouve dans les régions de Milok (Laghouat) et Anfous du côté d’Aflou (Djebel Amour). Quant aux villages berbères, témoins de l’histoire millénaire de l’Algérie, on en a recensé 54 jusqu’à aujourd’hui, mais ils sont abandonnés et laissés au gré des rudes conditions climatiques.
La commune de Hassi Dellaâ, à 130 km au sud-est de Laghouat, se singularise par l’existence d’un cratère d’un rayon de 1,7 km et d’une profondeur de 70 m creusé, selon les scientifiques, par une météorite de 60 tonnes. Ce phénomène a fait l’objet de plusieurs études et recherches par des spécialistes d’universités nationales et étrangères. De nombreuses autres villes de la wilaya de Laghouat recèlent leurs propres vestiges et monuments historiques, à l’image du ksar Kourdane à Aïn Madhi, localité abritant le siège de la zaouia Tidjania qui a propagé l’islam jusqu’en Afrique de l’Ouest, notamment au Sénégal.

## Pour approfondir